# Арон Спелинг
Арон Спелинг (енгл. Aaron Spelling; Далас, 22. април 1923 — Лос Анђелес, Калифорнија, 23. јун 2006) био је амерички филмски продуцент, глумац, певач и плесач. Отац је глумице Тори Спелинг. Најпознатији је као продуцент ТВ серија Беверли Хилс, Седмо небо, Династија и Чари.

## Kаријера
Његова каријера је трајала више од пет деценија, а током тог времена је створио, продуцирао или био укључен у стварање више од 200 телевизијских серија и филмова, што га чини једним од најуспешнијих телевизијских продуцената свих времена.

### Рани живот и почеци каријере
Арон Спелинг је био син јеврејских имиграната из Пољске. Одрастао је у скромним условима, што је утицало на његов каснији приступ послу и животу. Након што је служио у Другом светском рату, Спелинг је студирао на Универзитету Смет (Southern Methodist University) у Даласу. Након дипломирања, преселио се у Холивуд како би започео каријеру у шоу-бизнису.

### Продуцентски успон
Спелинг је своју каријеру у шоу-бизнису започео као глумац и писац, али је убрзо открио да је његова права страст продукција. Његов први већи успех као продуцента дошао је са серијом "Johnny Ringo" крајем 1950-их. Током 1960-их, Спелинг је радио као извршни продуцент за неколико успешних серија, укључујући и "The Mod Squad" (1968–1973), која је постала културни феномен.

### Врхунац каријере
Током 1970-их и 1980-их, Спелинг је створио и продуцирао низ хит серија које су дефинисале еру телевизије. Неке од његових најпознатијих серија из тог периода укључују "Charlie's Angels" (1976–1981), "Fantasy Island" (1977–1984), "Dynasty" (1981–1989) и "Beverly Hills, 90210" (1990–2000). Ове серије нису само освојиле високе рејтинге, већ су постале и културни феномени, обликујући популарну културу тог времена.
Спелинг је био познат по свом осећају за публику и способност да створи серије које привлаче широк спектар гледалаца. Његови програми су често били драматични, са карактерима који су били препознатљиви и често већи од живота, али су увек били засновани на темељним људским емоцијама и односима.

### Лична и професионална контроверза
Иако је био невероватно успешан, Спелингова каријера није била без контроверзи. Критичари су често оптуживали његове серије за површност и недостатак дубине, тврдећи да су његови програми често били више фокусирани на забаву него на уметничку вредност. Ипак, Спелинг је остао непоколебљив у свом приступу, верујући да телевизија треба пре свега да забавља публику.

### Каснији живот и наслеђе
Арон Спелинг је наставио да ради све до своје смрти 23. јуна 2006. године. Његово наслеђе остаје утиснуто у историју телевизије, не само кроз број серија које је створио, већ и кроз начин на који је обликовао индустрију телевизијске продукције. Спелингова продукцијска кућа, Spelling Television, била је одговорна за неке од најгледанијих серија у историји телевизије, и многи данашњи телевизијски продуценти наводе га као један од својих највећих узора.